# Edgard Vandebosch
Edgard Vandebosch (Mol, 1 november 1952) is een voormalig Belgisch politicus van de CVP.

## Levensloop
Vandebosch studeerde in 1975 af als licentiaat sociologie aan de Katholieke Universiteit Leuven. Hij begon zijn actieve loopbaan als begeleider van de fusie Houthalen-Helchteren en werd vervolgens medewerker bij de Diensten voor Streekontwikkeling in Midden-Limburg.
Van 1978 tot 1985 was hij hoofd van de studiedienst van ACV Limburg. In 1984 was hij kandidaat voor de CVP bij de Europese verkiezingen op een niet-verkiesbare plaats.
Van 1985 tot 1991 was hij lid van de Kamer van volksvertegenwoordigers voor het arrondissement Hasselt. In de periode december 1985-november 1991 had hij als gevolg van het toen bestaande dubbelmandaat ook zitting in de Vlaamse Raad. De Vlaamse Raad was vanaf 21 oktober 1980 de opvolger van de Cultuurraad voor de Nederlandse Cultuurgemeenschap, die op 7 december 1971 werd geïnstalleerd, en was de voorloper van het huidige Vlaams Parlement.
Van 1993 tot 2001 was hij Vlaams Ombudsman voor de Telecomsector. In 2001 werd hij vervolgens Business Development Manager bij Belgacom, belast met de relaties met de overheid.In 2012 was hij lid van de denktank Paal online die lijnen uitstippelde voor de ontwikkeling van de gemeente Paal als plattelandsdorp.